# Dirck Halstead
Pour les articles homonymes, voir Halstead (homonymie).
Dirck Halstead est un photographe de guerre américain, né le 24 décembre 1936 à Huntington, New York et mort le 25 mars 2022 à Panama.  
Il a reçu en 1975 le prix Robert Capa Gold Medal pour sa couverture de la chute de Saïgon. Il est le créateur et l’éditeur de The Digital Journalist an online photojournalism magazine.

## Biographie
Dirck Storm Halstead est né à Huntington, New York. Son père, William S. Halstead, était un inventeur dans le domaine de la radio et de la télévision. Sa mère, Leslie Munro Halstead, a été la première femme à devenir vice-présidente d’une grande agence de publicité, Kenyon & Eckhardt.
À 15 ans, alors que la famille vit dans le comté de Westchester, New York, ses parents lui offrent  pour Noël son premier appareil photo, un Kodak Duaflex. Il devient de facto le photographe officiel de son lycée. Il fait des piges pour des journaux locaux et reçoit 5$ par photo : « Tout d'un coup, je travaillais pour sept journaux et j’étais le seul photographe, de sorte que 5 $ par photo sont multipliés ».
À dix-sept ans il est le plus jeune photographe de guerre du magazine Life Magazine couvrant le coup d’État de 1954 au Guatemala car les rédacteurs en chef du magazine n’avaient aucune idée de son âge en le recrutant. 

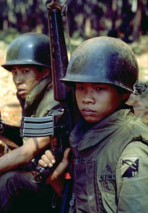
Soldats de la 18e division de l’armée de la République du Vietnam à Xuan Loc en avril 1975. Photo Dirck Halstead.

Il achève ses études au Haverford College, puis travaille pour United Press International (UPI) pendant plus de quinze ans. En 1965, il couvre la guerre du Vietnam et a été chef du bureau photo d’UPI à Saigon.
Il a été l’un des six photographes qui ont accompagné Richard Nixon lors de son voyage historique en Chine en 1972. Il devient la même année le photographe attitré de Time Magazine à la Maison Blanche. Cette collaboration va durer 29 ans. Ses photographies ont fait quarante neuf fois la première page de Time Magazine.
Au cours de cette période, il a également travaillé comme photographe de plateau sur des films comme Goodfellas, Memphis Belle, Shaft, Black Rain, Dragon, Dune, Conan le Barbare, Greystoke et Cliffhanger.  
Dirck Halstead est aussi chercheur en photojournalisme au Center for American History de l’Université du Texas à Austin, qui conserve ses archives photographiques au Dolph Briscoe Center for American History. 
Dirck Halstead vit retiré au Panama à Boquete. Il meurt d’un accident vasculaire cérébral à 85 ans, le 25 mars 2022, à l’hôpital de Panama,. 

## Publication
- Moments in Time: Photos and Stories from One of America’s Top Photojournalists. Halstead, Harry N. Abrams, 2006

## Prix et récompenses
Liste non exhaustive
- Picture of the Year de la National Press Photographers Association
- 1975 : Robert Capa Gold Medal pour sa couverture de la chute de Saigon[6]
- 1983 : World Press Photo Award for Humor winning photo
- 1998 : Eisie Award pour une photo de Bill Clinton et Monica Lewinsky au cours d’une levée de fonds pour le Parti démocrate[7],[8]
- 2002 : Lifetime achievement award de la White House News Photographers Association,
- 2004 : Joseph A. Sprague Award « pour l’ensemble de sa carrière et services rendus »[9].
- 2007 : The Missouri Honor Medal de l’University of Missouri School of Journalism pour l’ensemble de sa carrière de photojournaliste[10].